# 第一次大覺醒
第一次大觉醒是18世纪橫掃不列顛和美洲的一次宗教运动。以公理会为主的许多牧师认为殖民地人民失去了其清教徒祖先的信仰，在1730年代到1760年代，这些牧师发起了一系列试图恢复宗教热情和投入的活动。牧师们特别向全年龄段的女子和年轻男子布道。这一系列活动被称为大觉醒或第一次大觉醒。

## 过程
第一次大觉醒不是系统进行的，整个第一次大觉醒没有统一的开始和结束事件，甚至在一些殖民地就没有进行。宗教复兴活动在新英格兰的一些城镇中从18世纪20年代开始，持续到18世纪60年代。但是许多历史学家认为,乔纳森·爱德华兹在大觉醒运动中极大地扩展了殖民地人民的宗教感情。
爱德华兹在大觉醒运动期间写出了《落在愤怒之神手中的罪人》（Sinners in the Hands of an Angry God），他成功的消息传遍了殖民地，甚至传到了英国。
怀特腓后来接替了爱德华兹的作用，他多次来到美洲殖民地布道，其公开布道对殖民地人民造成了极大的影响，同时间大觉醒运动也增加了殖民地人民的宗教信念。

## 影响
大觉醒运动的直接影响就是殖民地教堂的改组(Reorganize)。因为大觉醒运动是一种福音派运动，因此看重于教徒的信仰而不是当局和牧师，因此在宗教上使许多教堂取得独立。在18世纪40年代开始到18世纪50年代，浸信会和卫理宗教堂先后兴起。浸信会主要在南方乡村活动，这两个教派的主要受众是殖民地中下层人民。大觉醒运动同时使许多牧师巡回布道。
作为一个宗教事件，第一次大觉醒运动同时对殖民地社会有影响，浸信会和卫理宗的活动不但使其信徒不再依赖与当局，他们也直接攻击了等级观念，即一些人是高人一等的观念。平等观念在此次运动中浮现，而对后来殖民地发展有影响。
在浸信会、卫理宗教堂兴起的同时，其他教派也同时活动，各教派允许不同异议者存在。大觉醒运动因此也促使了殖民地宗教信仰的民主化。
同時，在這一次跨殖民地的運動中，生活在美洲殖民地的人們第一次將自己認作為美利堅人，而不是紐約人、賓夕凡尼亞人、維吉尼亞人、麻塞諸塞人或馬里蘭人，或是由這次事件，他們得到對統一身份的認識，而這種新的認識，對於之後的殖民地間聯合進行獨立運動有著深遠的基礎影響。